# Platysenta consocia
Platysenta consocia är en fjärilsart som beskrevs av Walker 1856. Platysenta consocia ingår i släktet Platysenta och familjen nattflyn. Inga underarter finns listade i Catalogue of Life.